# Les Jeunes Filles (téléfilm)
Pour les articles homonymes, voir Les Jeunes Filles.
Pour plus de détails, voir Fiche technique et Distribution.
Les Jeunes Filles est un téléfilm français en deux parties réalisé par Lazare Iglesis pour TF1 en 1978, adapté par Louis Pauwels de la série romanesque éponyme à succès d'Henry de Montherlant.
Apparu pour la première fois le 17 février 1978 sur TF1, il est également diffusé à l'étranger, notamment en Espagne en décembre 1979 sous forme de 3 épisodes d'1 heure sur TVE, puis au Québec, les 23 et 30 mars 1981 à la Télévision de Radio-Canada dans Télé-Sélection.

## Synopsis
Pierre Costals est un écrivain à succès misogyne. Ses admiratrices lui envoient une abondante correspondance à laquelle il répond au compte-gouttes. Il rencontre finalement l'une d'elles, mais une ingénue va venir semer le trouble dans les certitudes du Casanova.

## Fiche technique
- Titre : Les Jeunes Filles
- Réalisation : Lazare Iglesis
- Adaptation et dialogues : Louis Pauwels
- Production : TF1
- Musique : Vladimir Cosma
- Photographie : André Dumaître
- Décors : Madeleine Monnier et Claude Berche
- Costumes : Monique Plotin, Agnès Nègre et Jacqueline Picardat
- Images : Henri Delmarti
- Son : Michel Lamy
- Genre : Comédie dramatique
- Durée : 2 × 90 minutes (3 h)
- Date de diffusion :  France : 17 et 24 février 1978 sur TF1

## Distribution
- Jean Piat : Pierre Costals, écrivain à succès et misogyne
- Yolande Folliot : Solange Dandillot, sa fiancée
- Emmanuelle Riva : Andrée Hacquebaut, l'amoureuse éconduite
- Elina Labourdette : Mme Dandillot, la mère de Solange
- Jean Davy : M. Dandillot, le père de Solange
- Yves Coudray : Brunet Costals, le fils de Pierre
- Gisèle Grimm : Mlle du Peyron
- Karine Albin : Rachel Guigui
- Martine Nicette : l'amie de Rachel
- Jacques Disses : Georges, le domestique des Dandillot
- Jean-Marie Robain : Louis, le valet de chambre de Costals
- Bertrand de Hautefort : le professeur spécialiste
- Robert Vidalin : Docteur Lobel
- Antonia Berkov : l'infirmière
- Paul Hébert : l'enrubanné
- Anne-Marie Coffinet : la concierge de l'appartement à louer
- Micheline Bourday : l'infirmière du centre de réforme
- Louise Roblin : la présentatrice de la conférence
- Alexandre Grecq : Pailhès
- Rita Nacer : Rhadidja
- Michel Bouquet : le narrateur

## Production
Grand succès littéraire et auréolée d'un parfum de scandale, la série des quatre romans des Jeunes Filles attire dès ses débuts l'intérêt des producteurs de télévision et de cinéma. Cependant, Henry de Montherlant rejette durant de nombreuses années toutes les offres d'adaptation. En 1972, il accepte celle de son ami, l'écrivain et journaliste Louis Pauwels, en qui il a toute confiance pour ne pas trahir son œuvre,.
Or, en 1972 l'époque a changé et notamment dans l'émancipation des femmes. La première loi relative à l'égalité de rémunération entre les hommes et les femmes est votée par l'Assemblée Nationale et trois ans plus tard a lieu la première Année internationale de la femme. Aussi, la télévision renâcle à proposer à son public un téléfilm issu d'une œuvre réputée misogyne. Comme le relate Louis Pauwels à Jean des Cars, « On la préparait, on y était, on s'en remettait ! Ce n'était jamais le moment ! ».
Néanmoins, à la fin de l'année 1976, le président-directeur général de TF1, Jean Cazeneuve, ainsi que son directeur général chargé des programmes, Jean-Louis Guillaud, proposent à Louis Pauwels de relancer la production et le tournage du téléfilm. Le réalisateur choisi, Lazare Iglésis, avait précédemment réalisé deux adaptations de pièces de théâtre de Montherlant, Malatesta et La Reine morte. Avant le tournage et afin de briser la glace, il convie chez lui les deux acteurs principaux, Jean Piat et Yolande Folliot, qui ne se connaissaient pas. Il leur fait faire plusieurs lectures, ce qui permet à Jean Piat d'atténuer son appréhension du rôle de Pierre Costals, séducteur méprisant et suffisant, à l'opposé des héros sympathiques qu'il a l'habitude d'interpréter. De son côté, Louis Pauwels ne lui donne qu'une seule indication : « N'oubliez pas que Costals est un aristocrate ». Selon Jean-Claude Barat, l'exécuteur testamentaire de Henry de Montherlant, celui-ci avait souvent imaginé Jean Piat dans ce rôle.
Pour Lazare Iglésis, cette adaptation télévisée, « c'est en quelque sorte l'aboutissement d'une carrière gouvernée par la recherche d'un style. Ce qui est important, à la télévision, c'est de montrer des âmes en gros plan. J'ai donc cherché à être le catalyseur des Jeunes Filles. Un texte si beau ! Le livre était à la fois cynique et brillant. Mais il y a aussi la tendresse : celle de Costals pour son fils. C'est en quoi il ressemble à Montherlant lui-même, qui était fait, secrètement, de générosité, tout en se caparaçonnant comme un rhinocéros ! »
Interprète de la mère de Solange Dandillot, Elina Labourdette révèle dans une interview qu'il n'est pas si simple de jouer ce rôle qui de « bourgeoise un peu fofolle et surexcitée » devient par la suite une « mère inquiète qui commence à détester Costals », ajoutant qu'« il ne faut pas tomber dans le ridicule mais c'est tout l'intérêt du rôle ».
Interrogé sur l'accusation de misogynie qui touche cette série littéraire, Louis Pauwels l'envisage comme « une œuvre salubre, et nullement d'un antiféminisme exagéré ». Pour lui, Montherlant a voulu mettre en garde les femmes en « faisant l'inventaire [de leurs] menus défauts ». Lorsque sa fille Marie-Claire est devenue adulte, Louis Pauwels lui a conseillé de lire le roman et selon lui, elle lui en a été reconnaissante. Néanmoins, il a rajouté énormément d'ironie et d'humour dans cette adaptation : « C'était le seul moyen de faire passer à l'image ce très beau texte, parfois très dur. Le texte de Montherlant est pour moi le personnage principal du film. J'ai pu l'enrichir de notes extraites de ses carnets intimes et de lettres qu'il m'avait adressées, car j'ai une immense admiration pour lui. ». Il n'hésite pas à déclarer à ses interlocuteurs : « Vous verrez, c'est un chef-d'œuvre. ».
La dramatique Les Jeunes Filles fait partie des programmes les plus vendus par TF1 à l'export en 1978, principalement en ex-Allemagne de l'Ouest et en Suisse.

## Accueil critique
Pour Télé 7 jours, « Louis Pauwels a adapté avec beaucoup d'humour l'œuvre misogyne d'Henry de Montherlant. Tous les interprètes sont remarquables. En tête, Jean Piat et Yolande Folliot, merveilleuse de grâce et de sensibilité. Une réussite. ».
Dans Le Monde, la journaliste Claude Sarraute se montre plus virulente, mais surtout en raison du sujet : « On a lu, on a dévoré cette brillante cascade d'aphorismes fanfarons et de méprisantes généralités sur les femmes, séduites et déconcertées par le sang et le sperme, je cite, par l'égoïsme et la générosité du mâle cent vingt mille exemplaires vendus, un best-seller, un chef-d'œuvre de cynisme, de muflerie enjouée, désinvolte et puérile.(...) Rien à redire à l'adaptation, elle est absolument fidèle à l'esprit, au ton, au style du livre. C'est fini, et bien fini - Pivot avait raison, - l'Année de la femme, qui a, parait-il, retardé par pudeur cette réalisation. ». Le quotidien du soir se prononce à nouveau en 1990 à l'occasion d'une rediffusion : « Le réalisateur Lazare Iglésis a su respecter l'étude des caractères qui constitue une des forces essentielles du roman. L'adaptation télévisuelle n'a évidemment pas pu rendre le style, la multitude de notations ou de portraits qui passent dans le livre et n'a pu restituer que par bribes certains de ses accents moralistes. A regarder donc pour se donner l'envie de lire Montherlant, s'y attacher (comme beaucoup d'hommes) ou s'en scandaliser (comme certaines femmes). ».
Pour Le Point, le téléfilm est « excellent » avec « des images et des interprètes remarquables ». Le Nouvel Observateur salue le choix d'Emmanuelle Riva, « une trouvaille étant donné [sa] sensibilité », pour interpréter Andrée Hacquebaut. La rediffusion du téléfilm en 1990 sur FR3 permet au journaliste du Figaro Magazine de réviser son jugement. Dans l'« étincelant pamphlet machiste », il découvre désormais « une œuvre beaucoup plus complexe, dans laquelle je perçois un émouvant hommage à la femme. En douze ans, nous avons changé de point de vue. ».